# Стефани Виктор
 Стефани Виктор (рођена 29. августа 1969) је алпски скијаш ЛВ 12–2, освајач више медаља на параолимпијским играма.

## Живот
Стефани Виктор је изгубила ноге након што је била прикована између два аутомобила. „Наизглед непремостиви изазов да више немам ноге био је толико тежак и екстреман ван моје маште да ме је натерао да се борим да одржим своју независност. Борба је почела једним повлачењем у болничком кревету и прерасла у немилосрдну потрагу за спорт којем бих могла да се посветим“. Та потрага ју је довела до Марсела Куонена, тадашњег главног тренера Националног центра способности у Парк Ситију, Јута. Куонен, и сам бивши тркач швајцарског скијашког тима, увидела је Викторин потенцијал и покренула у њој визију да се поново створи као најбоља алпска скијашица на свету, упркос томе што нема ноге. Њихов тимски рад и партнерство развили су се у доживотну посвећену заједницу, а 2004. године, на глечеру у Цермату, у Швајцарској, Куонен је запросио Стефани.
Венчали су се у Дир Валеју, Јута, 2005..

## Рани живот и образовање
Стефани Виктор је рођена 29. августа 1969. године у Ејмсу, Ајова . Завршила је средњу школу у Свиклију у Пенсилванији и дипломирала на програму филмских студија на Универзитету Јужне Калифорније 1992.

## Награде и признања
Стефани је проглашена за параолимпијску спортисткињу године од стране Олимпијског комитета Сједињених Држава 2009.